# شارلين بارشيفسكي
شارلين بارشيفسكي (بالإنجليزية: Charlene Barshefsky)‏ (و. 1950 – م) هي مديرة، ومحامية من الولايات المتحدة الأمريكية ولدت في شيكاغو.

## التعليم
تعلمت في جامعة ويسكونسن-ماديسون.